# Tatocnemis robinsoni
Tatocnemis robinsoni – gatunek ważki z monotypowej rodziny Tatocnemididae. Znany z kilku stanowisk we wschodniej części Madagaskaru oraz z wyspy Nosy Boraha (fr. Île Sainte-Marie) położonej u jego wschodnich wybrzeży.